# Helwan
Helwan (ar. ‏حلوان) je grad u Egiptu koji se nalazi uz obalu Nila, nasuprot ruševina drevnog Memfisa. Nekoć je bio ruralno predgrađe Kaira, no danas untatoč aglomeraciji predstavlja zasebnu upravnu jedinicu koja obuhvaća veliki broj kairskih pregrađja i ruralnih područja: Maadi, Helwan, EL-Sherouk, El-Obour, Badr, Madinaty, El-Rehab, El-Tagammu', El-Khames, itd. Sam Helwan sastoji se od više okruga kao što su Wadi Hof, Hadayek Helwan i Maasara. U Helwanu je locirana industrija željeza, čelika, tekstila i cementa, a u gradu se nalazi i poznato sveučilište. Prema popisu stanovništva iz 2006. godine, grad je imao 643.327 stanovnika.

## Vanjske poveznice
- (engl.) Helwan. Egyptopia.com. 2011. Pristupljeno 19. siječnja 2011.
- (engl.) Helwan University. Helwan.edu.eg (Scientific Computing Center). 2009. Inačica izvorne stranice arhivirana 11. travnja 2021. Pristupljeno 19. siječnja 2011.